# Xaçındərbətli
Xaçındərbətli (eingedeutscht Chatschindärbätli) ist ein Dorf im Rayon Ağdam im Westen von Aserbaidschan.

## Geographische Lage und Geschichte
Xaçındərbətli liegt ca. 18 Kilometer nordwestlich von der Provinzhauptstadt Ağdam auf einer Höhe von 684 Metern.
Über die mittelalterliche Geschichte der Ortschaft ist nicht viel bekannt. Das bedeutendste historische Symbol der Ortschaft ist das Qutlu-Musa-Mausoleum aus dem Jahr 1314. Während der zaristischen Herrschaft im 19. Jahrhundert war Xaçındərbətli Teil der Ujezd Cavanşir (Dschawanschir), die wiederum zum Gouvernement Elisawetpol gehörte. Gemäß den statistischen Angaben der Zarenregierung aus dem Jahr 1886 lebten in Xaçındərbətli ca. 250 Menschen, alle Aserbaidschaner. In der Sowjetzeit wurde das Dorf der Verwaltungseinheit Ağdam zugeordnet.
Xaçındərbətli wurde im Zuge des Ersten Bergkarabachkrieges (1992–1994) im Sommer 1993 von armenischen Truppen besetzt. 27 Jahre erfolgte am 20. November 2020 die Rückgabe des besetzten Teils der Provinz Ağdam, darunter Xaçındərbətli, an Aserbaidschan gemäß dem trilateralen Abkommen zwischen Russland, Armenien und Aserbaidschan nach dem Ende des Zweiten Bergkarabachkrieges.